# Martin Odersky

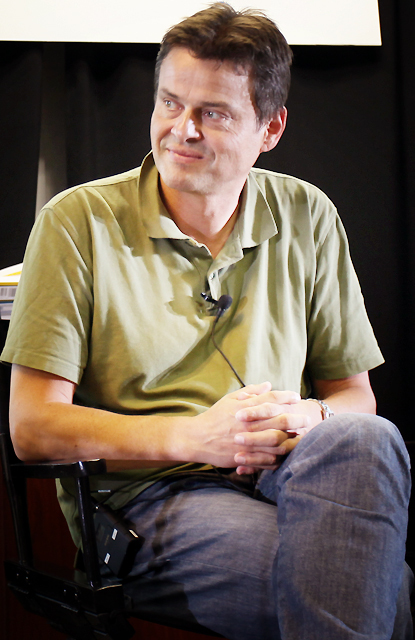
Martin Odersky

Martin Odersky (* 5. September 1958) ist ein deutscher Informatiker, Entwickler der aktuellen Version von javac und Begründer der Programmiersprache Scala. Er lehrt als Professor für Programmiermethoden an der École polytechnique fédérale de Lausanne (EPFL).

## Schaffen
Martin Odersky, Sohn von Walter Odersky, studierte als Stipendiat der Stiftung Maximilianeum Mathematik und Informatik und wurde 1989 an der ETH Zürich promoviert.
Unter Niklaus Wirth war er unter anderem an der Entwicklung von Modula 2 und Oberon beteiligt. In eigenen Projekten entwickelte er später zusammen mit Philip Wadler die auf Java basierende Sprache Pizza sowie Generic Java, ebenfalls eine Java-Erweiterung, die Unterstützung für generische Typen umsetzte und dazu führte, dass diese 2004 schließlich fest in Java eingebaut wurden.
Ab 1991 forschte er am Thomas J. Watson Research Center von IBM und ab 1991 an der Yale University in New Haven (Connecticut).
1993 wurde Martin Odersky zum Professor für Informatik an die Universität Karlsruhe (TH), heute Karlsruher Institut für Technologie (KIT), berufen.
1997 ging er an die University of South Australia in Adelaide.
Seit 1999 ist Odersky an der „École polytechnique fédérale de Lausanne“ tätig, wo er heute als Professor für Programmiermethoden lehrt. Er entwickelte dort die auf Petri-Netzen basierende Programmiersprache Funnel. 2001 begann Odersky mit der Entwicklung der Programmiersprache Scala, welche Prinzipien der funktionalen sowie der objektorientierten Programmierung vereint. Scala wurde 2004 veröffentlicht.
2011 gründete Odersky das Unternehmen Typesafe (inzwischen Lightbend), das sich der kommerziellen Unterstützung von Scala sowie dem Scala-Framework Akka widmet. Als Berater des Unternehmens ist unter anderem Java-Gründer James Gosling tätig.

## Publikationen (Auswahl)
- Programming in Scala. Zweite Auflage. Artima Press, Walnut Creek, Kalifornien 2012, ISBN 978-0-9815316-4-9.
- mit Shriram Krishnamurthi: Compiler construction. Springer, Berlin, Heidelberg, New York 2007, ISBN 978-3-540-71228-2.
- als Hrsg.: ECOOP 2004 – Object-Oriented Programming: 18th European Conference, Oslo, Norway, June 14-18, 2004, Proceedings. Springer, Berlin 2004, ISBN 978-3-540-22159-3.
- A new approach to formal language definition and its application to Oberon. Zürich 1989, ISBN 978-3-7281-1732-8.